# All We Know Is Falling
Albums de Paramore
Riot!
(2007)
All We Know Is Falling est le premier album du groupe Paramore, sorti le 26 juillet 2005. Il est certifié disque d'or en octobre 2009.

## Liste des chansons
Toutes les chansons sont écrites et composées par Hayley Williams et Josh Farro, sauf indications supplémentaires.
| No  | Titre             | Auteur                 | Durée |
| --- | ----------------- | ---------------------- | ----- |
| 1.  | All We Know       |                        | 3:14  |
| 2.  | Pressure          |                        | 3:07  |
| 3.  | Emergency         |                        | 4:00  |
| 4.  | Brighter          |                        | 3:43  |
| 5.  | Here We Go Again  |                        | 3:46  |
| 6.  | Never Let This Go |                        | 3:41  |
| 7.  | Whoa              |                        | 3:21  |
| 8.  | Conspiracy        | Williams, Farro & York | 3:42  |
| 9.  | Franklin          |                        | 3:19  |
| 10. | My Heart          |                        | 3:49  |

## Singles
- Le premier fut Pressure, sorti le 31 juillet 2005.
- Le second single fut Emergency, sorti le 21 octobre 2006.
- Le troisième single extrait fut All We Know, sorti le 26 février 2007.